# Narmine Othmane
Narmine Othmane ( نيرمين عثمان ; en kurde : Nermîn Osman), née en 1948, est l'une des quatre femmes présentes dans le gouvernement al-Maliki de mai 2006 en Irak ; elle est ministre de l'Environnement, poste qu'elle tenait déjà dans le gouvernement de transition (en tenant également la place du ministre des Droits de l'homme, qui avait démissionné). 
Elle est Kurde, membre de l'Union patriotique du Kurdistan (PUK). Elle a échappé à une tentative d'assassinat en août 2005, pendant un déplacement en convoi.

## Biographie
Elle était peshmerga (combattante rebelle) au PUK dans sa jeunesse. Comme toute sa famille faisait partie de l'opposition dans le cadre du PUK, son oncle et son beau-frère ont été exécutés. Son mari a été emprisonné pendant cinq ans, et semble-t-il torturé. Elle s'est exilée avec lui en Suède en 1984, ne rentrant en Irak qu'en 1992. 
Dans le gouvernement régional du Kurdistan, elle était ministre de l'Éducation (PUK) depuis 1992 ; elle y a également tenu la place de surintendante dans le ministère de la Justice, et de Ministre des Services Sociaux.
Son mari est décédé en 2004 en même temps qu'on lui a offert un poste dans le gouvernement national.
Elle était secrétaire d'État aux Affaires féminines dans le gouvernement intérimaire (en tenant également la place du Ministre de la Santé).